# Are You There, Chelsea?
Are You There, Chelsea? è una serie televisiva statunitense creata da Dottie Zicklin e Julie Ann Larson.
Basata sul best seller di Chelsea Handler Are You There Vodka? It's Me, Chelsea, il cui titolo si rifà a sua volta al romanzo di Judy Blume Are You There God? It's Me, Margaret, è stata trasmessa sulla NBC dall'11 gennaio al 28 marzo 2012, venendo cancellata al termine della prima stagione.